# AutoZone Park
O AutoZone Park é um estádio localizado em Memphis, Tennessee, Estados Unidos, possui capacidade total para 10.000 pessoas, é a casa do time de beisebol Memphis Redbirds da Pacific Coast League e do time de futebol Memphis 901 FC da USL Championship, o estádio foi inaugurado em 2000.